# Stångebro

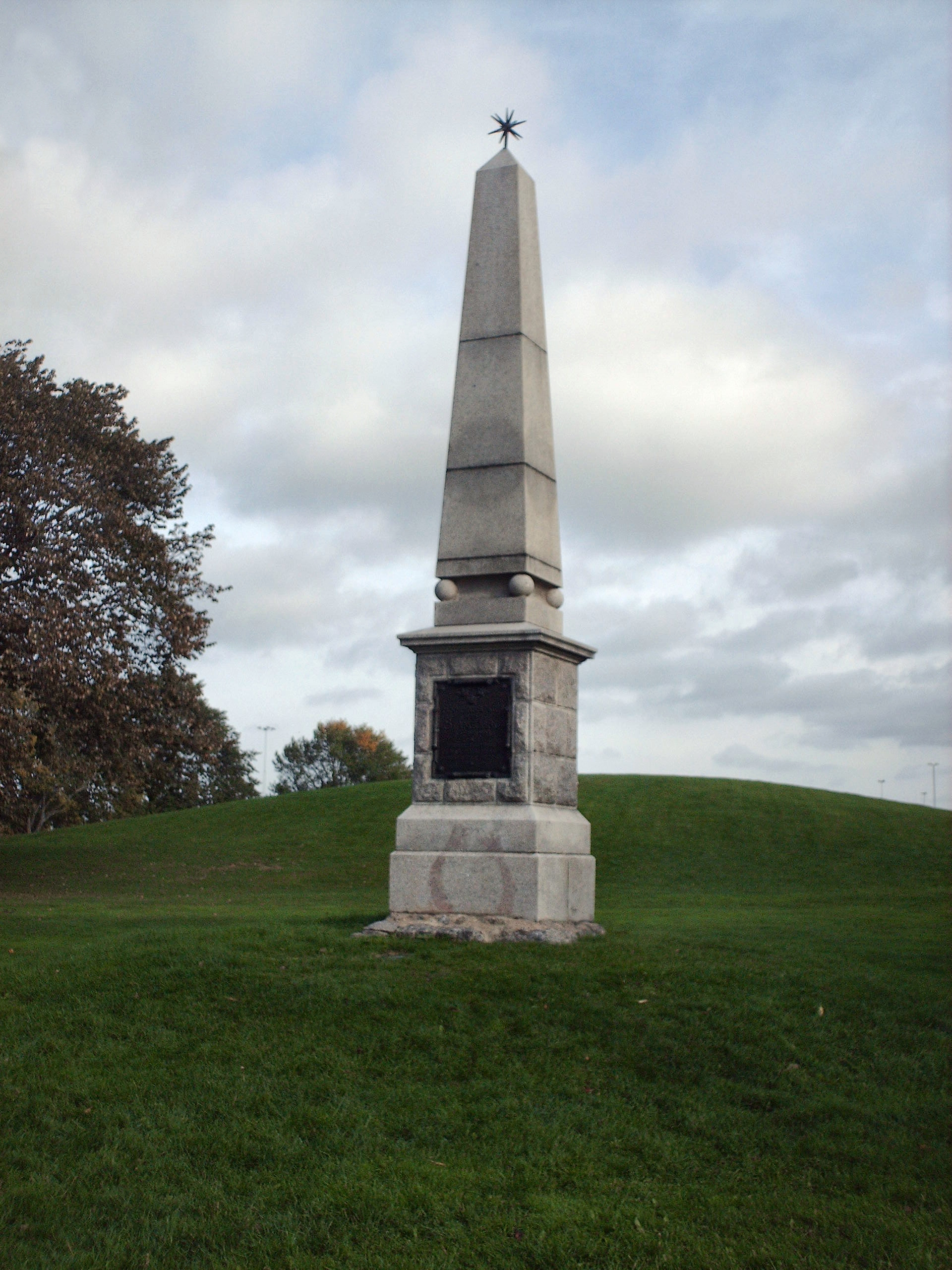
Stångebromonumentet, rest 1898.

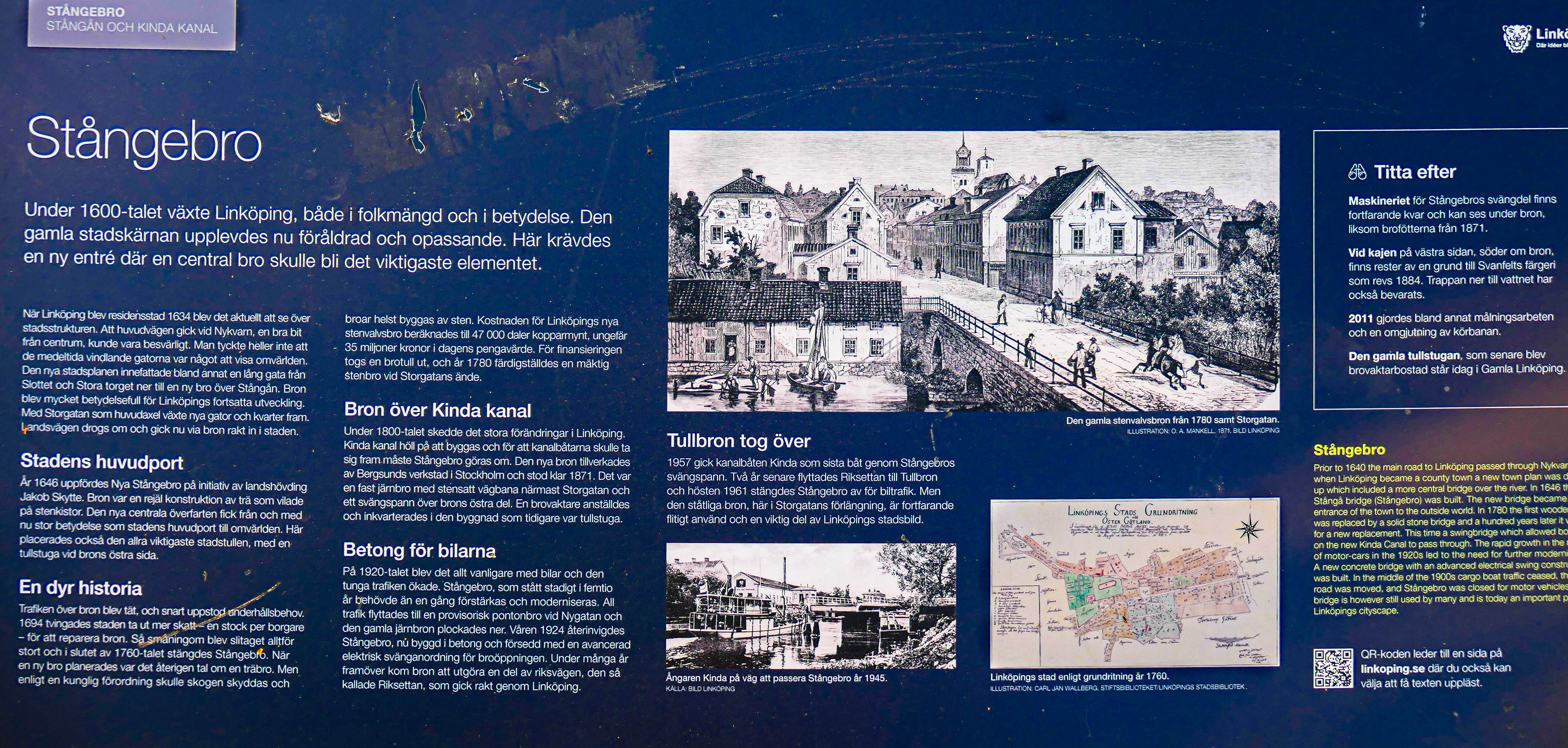
Informationsskylt vid Stångebro.

Stångebro är en stadsdel längs östra sidan av Stångån i centrala Linköping. Området är idag främst ett rekreationsområde med Stångebro Ishall, Saab Arena, tennisbanor samt fotbollsplaner, men kommunen planerar att bygga ut stadsdelen i samband med att Ostlänken och en ny järnvägsstation byggs.
Namnet på stadsdelen kommer från den serie broar med namnet Stångebro som redan under medeltiden gick över Stångån.

## Ostlänken och den nya stadsdelen
2013 beslutades att bilda den nya stadsdelen Stångebro. Området hörde tidigare till stadsdelen Kallerstad. Stadsdelen avgränsas av Stångån, Kallerstadsleden och en del av Råbergaleden. Med tillkomsten av Ostlänken så planeras en ny järnvägsstation vid Stångebro. I samband med det så planerar Linköpings kommun att innerstaden ska växa över till östra sidan av ån och att det ska byggas tät stadsbebyggelse kring den nya stationen.

## Nykvarn
Under medeltiden fanns det en vattenkvarn vid fallen vid bron Stora Stångebro. Den togs ur bruk redan under 1500-talet. 1735 flyttades kvarnen Pinan från Tannefors till Stora Stångebro, därav att platsen därefter fick namnet Nykvarn. Kvarnen stod på en holme i forsen och där fanns även mjölnarbostaden. Därefter byggdes även en smideshammare och en kniphammare på östra stranden. På 1780-talet tillkom en vattendriven såg. Kvarnen brann 1787 men sattes åter i drift ytterligare en tid innan den lades ner en bit in på 1800-talet när verksamheten flyttade till Stångs kvarn, nuvarande Stångs magasin.
2020 färdigställdes ett omlöp som låter vandringsfisk passera fördämningen. Det är framförallt Aspen som skall främjas.